# Calcio ai XIV Giochi panamericani

La quattordicesima edizione del torneo di calcio ai Giochi panamericani si è svolta a Santo Domingo, Repubblica Dominicana, dal 2 al 15 agosto 2003. Il torneo maschile vide la vittoria dell'Argentina, mentre quello femminile fu vinto dal Brasile.

## Formato

### Torneo maschile
Due gironi da quattro squadre: quattro sono affiliate alla CONCACAF e quattro alla CONMEBOL. Le prime due ottengono l'accesso alla fase a eliminazione diretta, comprendente semifinali, finale 3º-4º posto e finalissima.

### Torneo femminile
Due gironi da tre squadre: le prime due ottengono l'accesso alla fase a eliminazione diretta, comprendente semifinali, finale 3º-4º posto e finalissima.